# Glyphostoma neglecta
Glyphostoma neglecta é uma espécie de gastrópode do gênero Glyphostoma, pertencente a família Conidae.